# Rallye Griechenland 1975
Die 22. Rallye Griechenland (auch Acropolis Rally genannt) war der 4. Lauf zur Rallye-Weltmeisterschaft 1975. Sie fand vom 24. bis zum 31. Mai in der Region von Athen statt.

## Klassifikationen

### Endergebnis
| Rang | Fahrer                   | Co-Pilot            | Auto                     | Zeit (Std./Min./Sek.) | Rückstand Sieger(Std./Min./Sek.) Rückstand V (Std./Min./Sek.) |
| ---- | ------------------------ | ------------------- | ------------------------ | --------------------- | ------------------------------------------------------------- |
| 1    | Walter Röhrl             | Jochen Berger       | Opel Ascona              | 09:20:36              | 0:00:00                                                       |
| 2    | Tasos Livieratos         | Miltos Andriopoulos | Alpine-Renault A110 1800 | 09:56:18              | 0:35:42                                                       |
| 3    | Mihalis Koumas           | Pétros Dimitriadis  | Mitsubishi Galant        | 11:35.:53             | 2:15:17 1:39:35                                               |
| 4    | Johnny Pesmazoglou       | Dimítris Iorgitsis  | Opel Ascona              | 11:45:01              | 2:24:25 0:09:08                                               |
| 5'   | Alexandros Maniatopoulos | Ioánnis Lekkas      | Audi 80 GT               | 11:53:51              | 2:33:15 0:08:50                                               |
| 6    | Bernt-Inge Steffansson   | Ola Tholen          | Volvo 142                | 11:54:22              | 2:33:46 0:00:31                                               |
| 7    | Giórgos Moschous         | Aris Stathakis      | Alfa Romeo Alfetta GT    | 12:03:50              | 2:43:14 0:09:28                                               |
| 8    | Mihális Moschous         | Nikos Kelesakos     | Alfa Romeo Alfetta       | 12:33:12              | 3:12:36 0:29:22                                               |
| 9    | Hans-Michael Jelsdorf    | Mogens Gliese       | Opel Ascona              | 12:42:01              | 3:21:25 0:08:49                                               |
| 10   | Pavlos Moschoutis        | Pavlos Valendis     | Lada 2103                | 12:53:02              | 3:32:26 0:11:01                                               |

Insgesamt wurden 17 von 87 gemeldeten Fahrzeuge klassiert.

### Herstellerwertung
| Pos. | Team       | Punkte |
| ---- | ---------- | ------ |
| 1    | Lancia     | 55     |
| 2    | Opel       | 23     |
| 3    | Fiat       | 23     |
| 4    | Mitsubishi | 22     |
| 5    | Alpine     | 21     |

Die Fahrer-Weltmeisterschaft wurde erst ab 1979 ausgeschrieben.